# Nabu-apla-iddina
Nabu-apla-iddina (akad. Nabû-apla-iddina, tłum. „(bóg) Nabu dał następcę”) – szósty król Babilonii z tzw. dynastii E, syn i następca Nabu-szuma-ukina I. Początek jego panowania, którego długość jest nieznana, datowany jest na ok. 870 r. p.n.e. Był zdolnym władcą, którego rządy przyniosły Babilonii pomyślność i stabilizację oraz zapoczątkowały okres kulturalnego renesansu. Utrzymywał dobre stosunki z Asyrią, a w ostatnich latach swego panowania zawarł traktat pokojowy z królem asyryjskim Salmanasarem III. Udało mu się pokonać Sutejów i powstrzymać ich wypady na terytorium jego państwa. Jego liczne inskrypcje upamiętniają przywrócenie dawnej świetności centrom kultowym i ustanowienie nowych rytuałów i ofiar dla świątyń w całym kraju.